# Майнер (округ, Південна Дакота)
Шаблон:StateAbbr_ 44°01′ пн. ш. 97°37′ зх. д. / 44.02° пн. ш. 97.61° зх. д.
Округ  Майнер (англ. Miner County) — округ (графство) у штаті  Південна Дакота, США. Ідентифікатор округу 46097.

## Історія
Округ утворений 1873 року.

## Демографія
За даними перепису 2000 року загальне населення округу становило 2884 осіб, усе сільське. Серед мешканців округу чоловіків було 1439, а жінок — 1445. В окрузі було 1212 домогосподарства, 789 родин, які мешкали в 1408 будинках. Середній розмір родини становив 2,98.
Віковий розподіл населення поданий у таблиці:
| Стать    | До 15 років | 15-21 | 22-29 | 30-39 | 40-49 | 50-65 | 65-85 | Понад 85 |
| -------- | ----------- | ----- | ----- | ----- | ----- | ----- | ----- | -------- |
| Чоловіки | 300         | 137   | 90    | 162   | 229   | 221   | 259   | 41       |
| Жінки    | 267         | 140   | 69    | 178   | 198   | 203   | 304   | 86       |

## Суміжні округи
- Кінґсбері — північ
- Лейк — схід
- Маккук — південний схід
- Генсон — південний захід
- Сенборн — захід

## Виноски
1. ↑  US Decennial Census. US Census Bureau. Архів оригіналу за 4 квітня 2018. Процитовано 28 березня 2015.
2. ↑  Historical Census Browser. University of Virginia Library. Архів оригіналу за 11 серпня 2012. Процитовано 28 березня 2015.
3. ↑  Forstall, Richard L., ред. (27 березня 1995). Population of Counties by Decennial Census: 1900 to 1990. US Census Bureau. Архів оригіналу за 28 грудня 2008. Процитовано 28 березня 2015.
4. ↑  Census 2000 PHC-T-4. Ranking Tables for Counties: 1990 and 2000 (PDF). US Census Bureau. 2 квітня 2001. Архів оригіналу (PDF) за 18 грудня 2014. Процитовано 28 березня 2015.
5. ↑  State & County QuickFacts. Бюро перепису населення США. Архів оригіналу за 7 червня 2011. Процитовано 25 листопада 2013.(англ.) Наведено за англійською вікіпедією.
6. ↑  American FactFinder. Бюро перепису населення США. Архів оригіналу за 26 лютого 2012. Процитовано 31 січня 2008.

| США | Це незавершена стаття з географії США. Ви можете допомогти проєкту, виправивши або дописавши її. |